# Арамбуру, Хуан Карлос
Хуан Карлос Арамбуру (исп. Juan Carlos Aramburu; 11 февраля 1912, Редуксьон, Аргентина — 18 ноября 2004, Буэнос-Айрес, Аргентина) — аргентинский кардинал. Титулярный епископ Платеи и вспомогательный епископ Тукумана с 7 октября 1946 по 28 августа 1953. Епископ Тукумана с 28 августа 1953 по 13 марта 1957. Архиепископ Тукумана с 13 марта 1957 по 14 июня 1967. Титулярный архиепископ Торри ди Бизанчена и коадъютор, с правом наследования, Буэнос-Айреса с 14 июня 1967 по 22 апреля 1975. Ординарий верных восточного обряда в Аргентине с 21 апреля 1975 по 30 октября 1990. Архиепископ Буэнос-Айреса и примас Аргентины с 22 апреля 1975 по 10 июля 1990. Кардинал-священник с титулом церкви Сан-Джованни-Баттиста-деи-Фиорентини с 24 мая 1976.
Участвовал в работе Второго Ватиканского собора.